# Hlušovice
Hlušovice (en allemand : Hlussowitz) est une commune du district et de la région d'Olomouc, en Tchéquie. Sa population s'élevait à 1 078 habitants en 2023.

## Géographie
Hlušovice se trouve à 6 km au nord-nord-est d'Olomouc et à 210 km à l'est-sud-est de Prague.
La commune est limitée par Bohuňovice au nord-ouest et au nord, par Dolany à l'est et par Olomouc au sud et au sud-ouest.

## Histoire
La première mention écrite de la localité date de 1271.

## Transports
Par la route, Hlušovice se trouve à 3,6 km de Bohuňovice (district d'Olomouc), à 7,7 km d'Olomouc et à 250 km de Prague.